# Mussomeli
Mussomeli es una comuna siciliana de 11.302 habitantes. Su superficie es de 161 km². Su densidad es de 70 hab/km². Forma parte de la región italiana de Sicilia. Esta ciudad está situada en la provincia de Caltanissetta. Las comunas limítrofes son Acquaviva Platani, Bompensiere, Caltanissetta, Cammarata (AG), Marianopoli, Montedoro, San Cataldo, Serradifalco, Sutera, y Villalba.

## Evolución demográfica
| Gráfica de evolución demográfica de Mussomeli entre 1861 y 2001 |
|                                                                 |
| Fuente ISTAT - elaboración gráfica de Wikipedia                 |